# Danny Balint
Pour les articles homonymes, voir The Believer.
Pour plus de détails, voir Fiche technique et Distribution.
Danny Balint (The Believer) est un film américain écrit et réalisé par Henry Bean, sorti en 2001. Le film est inspiré de l'histoire vraie de Daniel Burros, juif américain membre du parti nazi américain puis leader du Ku Klux Klan, dans les années 1960.

## Synopsis
Danny Balint est un jeune skinhead new-yorkais de 22 ans. Esprit brillant et désaxé, ce juif fréquente un groupuscule néonazi dont il devient très vite le leader. Pris dans ses contradictions, obligé de cacher son identité, il ira jusqu'au bout de ses choix et fera de la violence antisémite son quotidien.

## Fiche technique
- Titre original : The Believer
- Réalisation : Henry Bean
- Scénario : Henry Bean
- Production : Daniel Diamond
- Société de production : Palm Pictures
- Pays d'origine : États-Unis
- Langues originales : anglais, hébreu
- Genre : Drame
- Durée : 102 minutes
- Date de sortie : 10 octobre 2001

## Distribution
- Ryan Gosling (VF : Gaëtan Wenders) : Danny Balint
- Billy Zane : Curtis Zampf
- Theresa Russell : Lina Moebius
- Summer Phoenix : Carla Moebius
- Garret Dillahunt : Billings
- Kris Eivers : Carleton
- Joel Garland : O.L.
- Jacob Green : Danny jeune
- Peter Meadows : l'étudiant orthodoxe
- Jack Drummond : Old Coot
- Sig Libowitz : Rav Zingesser
- James G. McCaffrey : Avi, jeune
- Frank Winters : Stuart, jeune
- Ronald Guttman : le père de Danny
- Heather Goldenhersh : Linda
- Elizabeth Reaser : Miriam

## Réception critique en France

### Critiques positives
- Le Figaro: "Inspiré d'un cas réel, le portrait d'un jeune juif américain néonazi, esprit brillant et désaxé. Une analyse dérangeante mais profonde."
- Le Journal du dimanche par Barbara Theate :"'L'ensemble interpelle un jeune acteur : l'impeccable Ryan Gosling."
- Le Nouvel Observateur par Bernard Achour: "Par la subtilité de son propos, sa façon kamikaze de susciter la réflexion et sa montée vers une émotion où passe le souffle du sacré. Le choc est terrible."
- Le Parisien par Pierre Vavasseur et Alain Grasset : "Traité comme un thriller psychologique, construit intelligemment, ce film sans ambiguïté est porté par un acteur formidable, Ryan Gosling, dont on reparlera."
- Radio Nova par Alex Masson : "Tout comme son personnage-titre, le film se pose en observateur de contradictions simplement humaines. Un ébouriffant exercice de logique intellectuelle qui gagne en humanité à mesure de sa progression."
- Première par Gérard Delorme: "L'interprétation est impeccable, même si le sujet se prête davantage à la dissertation qu'au cinéma."

### Critiques négatives
- Télérama par Louis Guichard: "Malgré la prestation convaincante d'un débutant doué (Ryan Gosling, sorte d'Edward Norton junior), cette fiction illustrative fait regretter à tout moment un documentaire sur le fait divers originel."
- Les Inrockuptibles par Vincent Ostria: "Au lieu du traitement sec, nu et dépassionné qu'un thème aussi risqué exigeait, le film se vautre dans le psychodrame le plus gluant, entrelardé de flashs-back en noir et blanc et en couleurs délavés."
- L'Humanité par Vincent Ostria: "L'alibi de cette œuvre abracadabrante, c'est qu'elle s'inspire d'un cas réel.(...) Cette histoire a été copieusement romancée, dramatisée, et donc déformée pour rester dans les normes du psychodrame ordinaire (...). C'est à peine moins racoleur que Portier de nuit ou Un élève très doué."
- Libération par Didier Péron: "Pour peu politiquement correcte que soit la démarche du cinéaste, on peut quand même se demander si elle apporte un éclairage intéressant sur quoi que ce soit."